# Charles Stewart (Politiker, 1868)

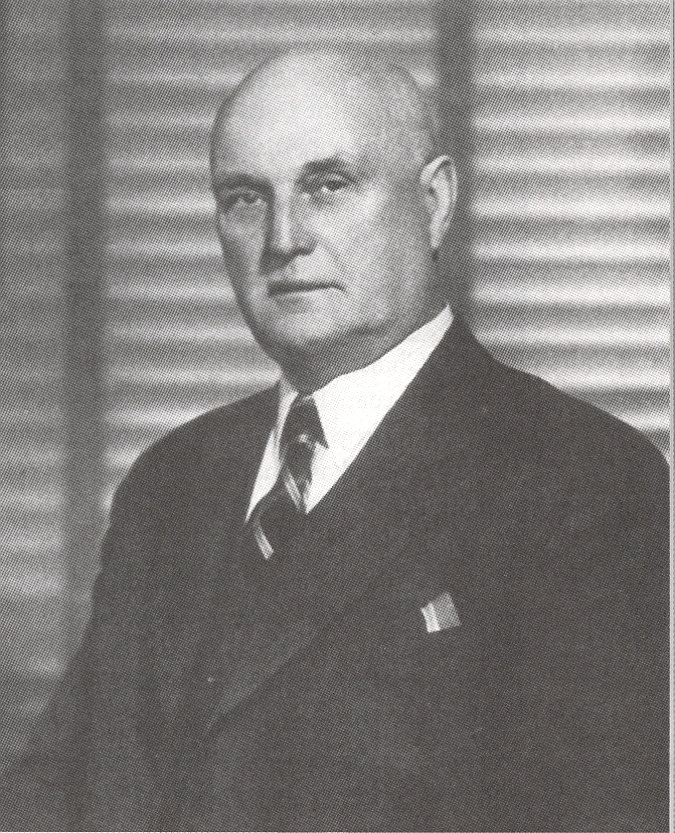
Charles Stewart (1940)

Charles Stewart, PC (* 26. August 1868 in Strabane, Ontario; † 6. Dezember 1946 in Ottawa, Ontario) war ein kanadischer Politiker und Landwirt. Er war vom 30. Oktober 1917 bis zum 13. August 1921 Premierminister der Provinz Alberta und Vorsitzender der Alberta Liberal Party. Anschließend gehörte er der Regierung auf Bundesebene an, unter anderem war er zweimal kanadischer Innenminister.

## Landwirt
Stewart wuchs auf dem Bauernhof seiner Eltern in der Provinz Ontario auf. Ab 1884 lebte die Familie in Barrie. 1892 übernahm er nach dem Tod des Vaters den Hof. Nachdem ein Sturm den Hof zerstört hatte, zog Stewart 1905 mit seiner Familie nach Killam im damaligen Alberta-Distrikt der Nordwest-Territorien und baute dort einen neuen Betrieb auf. Ab 1906 handelte er auch mit Grundstücken und landwirtschaftlichen Geräten.

## Provinzpolitik

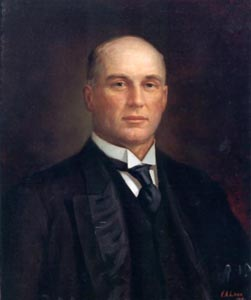
Offizielles Porträt

1909 ließ sich Stewart im Wahlkreis Sedgewick von der lokalen Sektion der Alberta Liberal Party als Kandidat aufstellen und wurde in die Legislativversammlung von Alberta gewählt. In der Regierung von Arthur Sifton war er 1912 und 1913 Minister für Gemeinden, anschließend Minister für öffentliche Bauten. Nach Siftons Übertritt in die Bundespolitik wurde Stewart am 30. Oktober 1917 von Vizegouverneur Robert G. Brett zum Premierminister ernannt. Er übernahm auch das Ministerium für Eisenbahnen und Telephonie sowie den Parteivorsitz.
Stewarts Regierungszeit war von zahlreichen Problemen geprägt. Die Frage der Einführung der Wehrpflicht spaltete während des Ersten Weltkriegs das gesamte Land und auch die Partei. Darüber hinaus war die Provinzregierung in mehrere Skandale bei der Beteiligung an Eisenbahngesellschaften verwickelt. Die Liberalen verloren bei den Wahlen im Juni 1921 über 14 % Wähleranteil, Stewart konnte seinen Sitz jedoch verteidigen. Die United Farmers of Alberta gewannen überraschend die Wahlen und stellten die neue Regierung.

## Bundespolitik
Nach dieser Niederlage erhielt Stewart vom kanadischen Premierminister William Lyon Mackenzie King das Angebot, in der liberalen Bundesregierung Einsitz zu nehmen. Ab Dezember 1921 war er als Nachfolger von James Alexander Lougheed Innenminister sowie Bergbauminister und Vorsteher des Department of Indian and Northern Affairs. Da die Liberale Partei Kanadas in Alberta keinen Sitz hatte, trat Stewart 1922 bei einer Nachwahl in Argenteuil in der Provinz Québec an und wurde zum Abgeordneten im kanadischen Unterhaus gewählt. Ab 1925 vertrat er den Wahlkreis Edmonton West. Die drei Ministerposten hielt er bis Juni 1930, mit Ausnahme des Sommers 1926, als die Liberalen drei Monate lang in der Opposition waren. 1926 und 1930 war er jeweils ein halbes Jahr interimistischer Einwanderungsminister.
Stewart blieb nach der Niederlage der Liberalen bei den Unterhauswahlen 1930 weiterhin Parlamentsabgeordneter. Die Liberalen gewannen zwar die Unterhauswahlen im Oktober 1935, doch Stewart, der im Wahlkreis Jasper-Edson angetreten war, wurde abgewählt. Er unterlag Walter Frederick Kuhl von der Social Credit Party.